# Wormeldange
Wormeldange é uma comuna do Luxemburgo, pertence ao distrito de Grevenmacher e ao cantão de Grevenmacher.
Está geminada com a vila portuguesa de Mortágua desde 5 de Junho de 2004.

## Demografia
Dados do censo de 15 de fevereiro de 2001:
- população total: 2.280
  - homens: 1.165
  - mulheres: 1.115

- densidade: 132,17 hab./km²
- distribuição por nacionalidade:

| Nacionalidade  | População | %      |
| -------------- | --------- | ------ |
| luxemburgueses | 1.519     | 66,62% |
| estrangeiros   | 761       | 33,38% |
| - portugueses  | 461       | 20,22% |
| - franceses    | 81        | 3,55%  |
| - italianos    | 30        | 1,32%  |
| - belgas       | 46        | 2,02%  |
| - alemães      | 58        | 2,54%  |
| - iuguslavos   | 6         | 0,26%  |
| - outros       | 79        | 3,46%  |

- Crescimento populacional:

| Ano        | População |
| ---------- | --------- |
| 15/02/2001 | 2.280     |
| 01/01/2002 | 2.306     |
| 01/01/2003 | 2.312     |
| 01/01/2004 | 2.285     |
| 01/01/2005 | 2.283     |